# Phonoi
Die Phonoi (altgriechisch Φόνοι Phónoi), Singular Phonos (Φόνος Phónos, deutsch ‚Mord‘), sind in der griechischen Mythologie Personifikationen des Mordes.
In Hesiods Theogonie sind die Phonoi Kinder der Eris, der Göttin der Zwietracht, ihre Geschwister sind ebenfalls Personifikationen von negativ besetzten Begriffen. In Aischylos’ Stück Sieben gegen Theben bezeichnet Amphiaraos seinen Gegner Tydeus als Verehrer des Phonos, da er ihn als Verursacher des Krieges ansieht. Bei Quintus von Smyrna erscheint Phonos neben Eris und Kydoimos, der Personifikation des Schlachtenlärms, als aktiv am Kampfgeschehen des Trojanischen Krieges Beteiligter.